# Puvalur
Puvalur è una suddivisione dell'India, classificata come town panchayat, di 7.745 abitanti, situata nel distretto di Tiruchirappalli, nello stato federato del Tamil Nadu. In base al numero di abitanti la città rientra nella classe V (da 5.000 a 9.999 persone).

## Geografia fisica
La città è situata a 10° 54' 01 N e 78° 49' 51 E.

## Società

### Evoluzione demografica
Al censimento del 2001 la popolazione di Puvalur assommava a 7.745 persone, delle quali 3.870 maschi e 3.875 femmine. I bambini di età inferiore o uguale ai sei anni assommavano a 794, dei quali 389 maschi e 405 femmine. Infine, coloro che erano in grado di saper almeno leggere e scrivere erano 5.905, dei quali 3.247 maschi e 2.658 femmine.